# 주한 파푸아뉴기니 대사관
주한 파푸아뉴기니 대사관(영어: Embassy of Papua New Guinea, Seoul)은 대한민국 서울특별시 종로구 수송동 58 두산위브파빌리온 210호에 위치하고 있는 파푸아뉴기니 대사관이다.

## 역사
파푸아뉴기니는 1976년 5월 19일에 대한민국과 외교 관계를 수립했다. 1981년 12월 18일에는 대한민국 정부가 파푸아뉴기니 포트모르즈비에 주파푸아뉴기니 대한민국 대사관을 설립했고 1991년 4월 25일에는 파푸아뉴기니 정부가 대한민국 서울에 주한 파푸아뉴기니 대사관을 설립했다. 파푸아뉴기니 정부는 2001년 8월에 재정 악화로 인하여 주한 파푸아뉴기니 대사관을 폐쇄했다가 2005년 5월에 운영을 재개했다.

## 같이 보기
- 대한민국-파푸아뉴기니 관계
- 주파푸아뉴기니 대한민국 대사관
- 파푸아뉴기니의 재외공관 목록
- 대한민국 주재 외국공관 목록